# Муса Челеби
Муса Челеби е османски владетел, син на Баязид I, пленник на монголския владетел Тимур (наричан от европейците Тамерлан). След разгрома на османската армия в битката при Ангора (днешна Анкара) на 28 юли 1402 година османската държава преживява дълбока криза, чийто политически израз е дългата междуособна война за владетелския трон между тримата сина на Баязид.
По време на Анкарската битка Муса Челеби е пленен от Тимур, който след смъртта на Баязид го предава на бея на Гермиян, а той – на брат му Мехмед Челеби, при когото той живее като пленник. През 1409 година Мехмед се споразумява с анадолските си съюзници и влашкия войвода Мирчо Стари и изпраща Муса във Влашко. Там той се жени за дъщеря на Мирчо Стари и започва да се подготвя да нападне в гръб брат си Сюлейман Челеби, който по това време е установил контрол върху османското наследство западно от Анкара.
Походът на Муса започва в самия край на 1409 година, когато той преминава Дунав и известно време обсажда без успех византийската крепост Месембрия. В средата на февруари той нанася поражение при Ямбол, на част от армията на Сюлейман, командвана от Саруджа паша. През май той завзема Галиполи, като византийският император Мануил II Палеолог прави неуспешни опити да го отблъсне, а Сюлейман остава на азиатския бряг. Той все пак се прехвърля в Европа с помощта на императора и на 15 юни нанася в битка при Космидион поражение на Муса. Той трябва да бяга към Ямбол, а сръбските му съюзници се отказват от него – Вук Лазаревич преминава на страната на Сюлейман, а Стефан Лазаревич се укрива в Галата.
Малко по-късно, след като научава, че Сюлейман е изпратил Вук да завземе земите му, Стефан отново се присъединява към Муса. Хора на Муса успяват да настигнат и заловят в Пловдив Вук Лазаревич, който е обезглавен, но на 11 юли Муса отново понася поражение от Сюлейман и е принуден да бяга в земите на Стефан. През есента на 1410 година сблъсъците между Муса и Сюлейман продължават между Пловдив, Ямбол и Одрин.
През февруари 1411 година Муса Челеби тръгва от Ямбол с намерение да обсади Сюлейман в Одрин. След като видни военачалници, сред които е и Евренос, преминават на страната на Муса, той превзема града, а Сюлейман е убит малко по-късно, докато се опитва да избяга в Константинопол.
След смъртта на Сюлейман за няколко месеца Муса успява да установи контрол над всички османски владения на Балканите, но скоро влиза в конфликт с доскорошния си съюзник Стефан Лазаревич. В края на годината император Мануил изпраща срещу него сина на Сюлейман Орхан, но Муса го отблъсква и достига до Константинопол. В същото време той губи подкрепата на някои свои васали, а с конфискациите на имущество на влиятелни бейове от времето на Сюлейман предизвиква недоволството на турския елит. Сръбският му васал Георги Бранкович напуска армията му и се укрива в Константинопол, а видни военачалници като Ибрахим Чандарлъ и Мехмед Михалоглу се прехвърлят в Анадола при Мехмед Челеби.
През пролетта на 1412 година Мехмед е прехвърлен от византийския флот в Европа и влиза в сражение с Муса, но претърпява поражение и се връща в Анадола. Въпреки това положението на Муса е несигурно и нови турски бейове дезертират, преминавайки на страната на Стефан Лазаревич, който воюва срещу Муса в района на Пирот. Към края на годината Мехмед отново влиза в Тракия и се насочва към Сяр, но поради лошото време не успява да премине придошлата Марица и се връща в Бурса.
В първите дни на 1413 година Муса Челеби потегля от София на поход срещу Стефан Лазаревич, достигайки до Липовац. Тогава византийците изпращат Орхан в Солун и Муса се насочва на юг, като в Янина се жени за дъщеря на деспота Карло Токо. Когато достига Солун той пленява Орхан и извършва нападения срещу града и околностите му.
През пролетта на 1413 година Мехмед Челеби започва нов поход срещу Муса, като към войските му се присъединяват части на императора и на емира на Дулкадър, а след пристигането в Тракия получава подкрепата и на Евренос. Нападението е координирано със Стефан Лазаревич, който с унгарски и босненски подкрепления трябва да нападне от северозапад. Следвайки отстъпващия Муса, Мехмед достига до Поморавието, където обединява армията си с тази на Стефан и получава нови подкрепления от Евренос и Солун.
Първоначално Мехмед Челеби се насочва към Косово, а след това на североизток, където на 5 юли 1413 година нанася окончателно поражение на Муса край река Искър в битката при Чамурли. Самият Муса бяга от бойното поле, но е заловен и убит. С това се слага край на десетилетните междуособици и Мехмед Челеби става единствен наследник на султан Баязид Йълдъръм.

## Из българските земи
Муса е известен в българския фолклор като Муса Кесиджия (главорез) заради опостушенията които извършил в Косово и Моравско в периода между 1409 и 1413 година. При потушаването на въстанието на Константин и Фружин завладява крепостта „Сокоград“.
През 1410 година завладява и разрушава „Асеновата крепост“. През 1412 година, след 3-годишно въстание в Северна България крепостта Овчага е завладяна и срината до основи. През 1412 година заради въстанията във Видинско, Източна България и Македония извършва принудително разселване на българско население.